# Acianthera hystrix
Acianthera hystrix là một loài thực vật có hoa trong họ Lan. Loài này được (Kraenzl.) F.Barros mô tả khoa học đầu tiên năm 2004.